# Christendom in China na 1950
Het christendom in China na 1950 werd in de periode tot globaal 1965 steeds minder zichtbaar in het land. De institutionele structuren van zowel het protestantisme als het rooms-katholicisme werden onder controle van de staat en de communistische partij gebracht. Vrijwel alle buitenlandse zendelingen en missionarissen hadden in 1953 het land verlaten.
In de periode van de Culturele Revolutie (1966-1975) was iedere publieke uitoefening van religieuze activiteiten onmogelijk. Na 1978 werden religieuze activiteiten weer mogelijk. De belangrijkste ontwikkeling sindsdien is die van de enorme groei van de huisgemeenten of thuiskerken. Dit zijn zowel katholieke als protestantse gemeenschappen die weigeren zich aan te sluiten bij de door de staat erkende en gecontroleerde formele structuren. In absolute aantallen is vooral de protestantse beweging in aantal gelovigen zeer sterk toegenomen. Aan het begin van deze periode waren omstreeks 900.000 protestanten in China aanwezig. De aantallen aan het begin van het tweede decennium van de eenentwintigste eeuw worden geraamd tussen de 25.000.000 en 40.000.000 gelovigen.

## Achtergrond
In 1949 was de overwinning van de communistische partij in de burgeroorlog vrijwel compleet en werd de Volksrepubliek China uitgeroepen. Er waren toen ruim 3.000.000 Chinese katholieken. In 1946 was Thomas Tien Ken-sin benoemd tot de eerste Chinese kardinaal en aartsbisschop van Peking. Er waren 124 bisschoppen in China, waarvan 25 Chinese. In 1948 waren er voor het eerst meer Chinese priesters (3000) dan buitenlandse (2700). Daarnaast waren er ruim 5000 buitenlandse missiezusters aanwezig.
Er waren ongeveer 900.000 Chinese protestanten. De protestantse beweging in China was in de eerste helft van de twintigste eeuw verder verdeeld geraakt. De grootste kerk was de in 1927 gestichte en niet aan een denominatie gebonden Kerk van Christus in China. Daarnaast waren er vanuit de zendingsgenootschappen die al in de negentiende eeuw in het land actief waren kerken gesticht zoals onder meer de Evangelisch-Lutherse Kerk van China, de Anglicaanse Kerk van China, de Presbyteriaanse Kerk van China en een aantal kleinere sterk evangelische kerken. Er waren in 1949 omstreeks 4200 buitenlandse zendelingen in China aanwezig.
Een belangrijke factor die van invloed was geweest op de toenemende verdeeldheid was de groei van onafhankelijke Chinese bewegingen en kerken die nauwelijks of geheel niet verbonden waren aan de zendingsgenootschappen en een eigen agenda en leiderschap hadden. Een aantal van die kerken wees in de geest van aanwezig anti-imperialisme en meer Chinees nationaal zelfbewustzijn iedere samenwerking met de kerken van de zendingsgenootschappen af. In 1949 maakten ongeveer 25% van de gelovigen in China deel uit van deze onafhankelijke kerken. De grootste van deze kerken was de Ware Jezuskerk.

## Ontwikkelingen tot omstreeks 1978
Er was voor 1949 sprake van enige samenwerking tussen de communistische partij en een aantal christelijke groeperingen. Dit vond zijn basis in het idee van het Verenigde Front, een coalitie met progressieve maar  niet-communistische groepen in een gezamenlijke strijd tegen eerst de  Japanse bezetting van grote delen van China en daarna tegen de Nationalisten van de Kwomingtang. In de praktijk waren dat vrijwel uitsluitend protestantse groeperingen. De rooms-katholieke kerk in China had zich uitdrukkelijk verbonden aan de Kwomingtang.
In de eerste ontwerpgrondwet van de Volksrepubliek in 1950 en daarna in de artikelen 4 en 5 van de grondwet van 1954 was sprake van vrijheid van godsdienst voor iedere burger in het land. Na het uitbreken van de Koreaanse Oorlog in 1950 werd  begonnen met het uitzetten van buitenlandse  geestelijken alsmede de confiscatie van de bezittingen van de buitenlandse christelijke instituten. In 1952 had al 90% van alle missionarissen, missiezusters en zendelingen het land verlaten en het volgend jaar was er vrijwel geen meer aanwezig. Een aantal vertrok naar Hongkong, Macau, Taiwan of andere delen van Azië. Er was ook sprake van een vlucht van een deel van de Chinese geestelijkheid met name in de jaren van en volgend op de Grote Sprong Voorwaarts. Een deel voegde zich bij de vluchtelingenstroom naar Hongkong en Taiwan, anderen trachtten zich aan te sluiten bij Chinese kerken in Zuidoost-Azië.
Binnen de rooms-katholieke kerk in China was geen enkele sympathie voor de communistische machtsovername. De kerk had zich in de decennia daarvoor uitdrukkelijk verbonden aan de Kwomingtang. Missionarissen werden voor hun uitzetting dan ook vaak hard behandeld. Er werden beschuldigingen geuit ten aanzien van wangedrag en verwaarlozing in ziekenhuizen en weeshuizen. Een aantal bracht enige jaren in gevangenschap door. Het regime trachtte een Nationale Chinese Katholieke Kerk te vormen die de zogenaamde "drie-zelfprincipes" zou hanteren. Het concept van de  "drie-zelfprincipes" zelf was overigens al in de negentiende eeuw door enkele zendelingen beschreven.
1. zelfbestuur op lokaal niveau (los van zendingsorganisaties en buitenlandse kerken)
2. zelfvoorzienend (iedere parochie moet zelf in haar eigen behoeften kunnen voorzien)
3. zelfverbreiding (iedere kerkgemeente op lokaal niveau moet zelf in staat zijn uit te groeien tot een volwaardige parochie en zichzelf "op de kaart zetten" door middel van missie en evangelisatie.

De Chinese regering radicaliseerde dit concept door iedere niet-Chinese invloed en bemoeienis te verbieden. Deze beperking had al grote gevolgen voor de zelfstandige protestantse kerken met internationale contacten, maar zij stond helemaal haaks op de gecentraliseerde organisatie die de Rooms-Katholieke Kerk kenmerkte.
In 1952 verscheen de apostolische brief Cupimus Imprimis van paus Pius XII, die in 1954 gevolgd werd door  de encycliek Ad Sinarum gentem, waarin hij waarschuwde tegen het ontstaan van een eigen Nationaal Chinese Katholieke Kerk en een scheiding met Rome. Geleidelijk aan wist het regime echter de tegenstand van de Chinese katholieke geestelijkheid te overwinnen en te breken en dit leidde in 1957 tot de stichting van de Chinese Katholieke Patriottische Vereniging.
In 1958 vaardigde Pius XII de encycliek Ad Apostolorum principis uit, waarin hij uitsprak dat bisschoppen die meewerkten aan de consecratie van nieuwe bisschoppen zonder de instemming van Rome zouden worden geëxcommuniceerd. Met name in het bisdom  Shanghai bleef  tot 1960 verzet aanwezig tegen de nieuwe opgelegde en door de staat gecontroleerde structuur. De bisschop Ignatius Kung Pin-Mei, later in pectore tot kardinaal gecreëerd was een van de velen die in de gevangenis belandde.
De houding van de  Chinese protestantse beweging was meer ambivalent. Een groot aantal protestanten had de communistische overwinning verwelkomd. In 1950 leidde dat de formulering van een Christelijk Manifest, ondertekend door 139 protestantse kerkleiders, waarin verklaard werd dat protestanten de nieuwe regering zouden steunen en iedere vorm van imperialisme afwezen. Dezelfde leiders  waren actief betrokken bij de vorming van een nationaal kerkorgaan in 1951, dat in 1954 leidde tot de stichting van de Drie Zelf Patriottische Beweging, ook wel de Drie-Zelfkerk. Veel van de eerste leiders van de Drie Zelf Patriottische Beweging waren afkomstig uit de Kerk van Christus in China en hadden samengewerkt met buitenlandse zendelingen.
Een ander deel van de protestantse beweging en met name de onafhankelijke Chinese kerken die zich in de jaren 30 hadden ontwikkeld en die zich in de geest van aanwezig anti-imperialisme en meer Chinees nationaal zelfbewustzijn juist hadden gekeerd tegen buitenlandse invloeden verzette zich nu hevig tegen het ontbinden van bestaande structuren. Zij wezen iedere vorm van een unificatie van de protestantse beweging en samenwerking met de staat af. Ook hier volgde vaak gevangenschap van leidende personen die zich bleven verzetten, zoals Watchman Nee. Vanaf 1955 werd de druk verder vergroot en  voerde de Drie Zelf Patriottische Beweging een aantal hevige campagnes tegen  protestantse groeperingen die zich niet wensten aan te sluiten.
Vanaf de periode van de Grote Sprong Voorwaarts (1959 – 1962) begonnen echte vervolgingen. In 1964 werden de door de staat zelf geëntameerde structuren van de Drie Zelf Patriottische Beweging alsmede de Chinese Katholieke Patriottische Vereniging ontbonden. In de periode van de Culturele Revolutie (1966-1975) was iedere publieke uitoefening van religieuze activiteiten onmogelijk. Kerken werden gebruikt als school, opslagplaatsen, fabrieksruimten,etc.
Er is anno 2016 nog steeds weinig inzicht in de daadwerkelijke invloed van deze acties en het geweld van Rode Gardisten op het christelijke bestaan als zodanig in China deze jaren. Dorpen waar traditioneel een meerderheid van de bevolking katholiek was voor deze periode bleken dit na afloop van de periode ook nog te zijn. Het is nog steeds onduidelijk hoe men in deze dorpen omging met maoïstische radicalen en welke compromissen wel of niet werden gemaakt.

## Ontwikkelingen vanaf 1978
In 1978 werd de beslissing genomen opnieuw ruimten ter beschikking te stellen voor het uitoefenen van religieuze activiteiten. In 1979  werd de Chinese Katholieke Patriottische Vereniging heropgericht, nu ook met een eigen bisschoppenconferentie. In hetzelfde jaar vond ook de heroprichting van de  Drie Zelf Patriottische Beweging plaats. In 1980 werd dat gevolgd door de oprichting van de Chinese Christelijke Raad als overkoepelend orgaan voor de lokale protestantse kerken in het land onder het leiderschap van de anglicaanse bisschop K.H. Ting. De  Raad is verantwoordelijk voor de theologische opleiding in het land, publicatie van bijbels, liedboeken en andere religieuze literatuur en bevordert de uitwisseling van kennis en deskundigheid tussen de kerken op lokaal niveau. In de jaren daarna werd geconfisqueerd eigendom, zoals kerkgebouwen teruggegeven aan de geloofsgemeenschap.

### Document 19
In 1982 werd door de partij het zogenaamde  Document 19 tot richtinggevend verklaard voor het beleid ten opzichte van religie. Het aanvaardde vrijheid van godsdienst en uitoefenen van religieuze activiteiten. Aan de andere kant sprak het uit, dat activiteiten buiten een aantal kaders niet geaccepteerd zouden worden.  Die werden omschreven als criminele en contrarevolutionaire activiteiten die zich zouden verschuilen achter een façade van religie alsmede infiltratie door buitenlandse vijandelijke krachten van Chinese religieuze organisaties. Het document stelde dan ook, dat religieuze organisaties onder een vorm van supervisie  en monitoring gesteld zouden moeten blijven. Die rol wordt in het land uitgevoerd door de State Administration of Religious Affairs.
Waarnemers wijzen in de discussie hieromtrent op elementen als de vrees van het regime dat religieuze instituten zich zouden kunnen ontwikkelen tot machtscentra buiten de partij. Een ander element is dat religieuze overtuigingen een  bedreiging zouden kunnen vormen voor de officiële ideologie van de partij. Die overtuigingen zouden ook het gevolg kunnen zijn van wat wel  ideologische penetratie   van buitenlandse krachten wordt genoemd. Onder die krachten die daarvan in de laatste decennia beschuldigd werden zijn bijvoorbeeld evangelicale kerken als delen van de  Southern Baptist Convention en sektarische groepen uit Taiwan als de Yiguandao.
De standpunten uit het document worden ook vaak verschillend geïnterpreteerd. Er zijn nauwelijks of geen officiële richtlijnen, waar grenzen van wel of niet toelaatbaar gespecificeerd worden. In tijden van politieke spanning, zoals na het Tiananmenprotest van 1989 is er sprake van invallen bij religieuze groeperingen en willekeurig aandoende arrestaties.
Aan de andere kant zijn er ook situaties in met name de zuidelijke provincies, waar de niet-geregistreerde huiskerken frequent buitenlandse bezoekers ontvangen zonder enige interventie van lokale autoriteiten. De wijze waarop kerken zich in de Chinese samenleving kunnen manifesteren hangt in beduidende mate af van de houding van provinciale autoriteiten en de relaties tussen plaatselijke christelijke gemeenschappen en de lokale kaders.

### Situatie rooms-katholieke gemeenschap
De situatie binnen de rooms-katholieke gemeenschap verschilde ook met die van de protestantse. De oorzaak ligt voor een belangrijk deel  in de verhouding met het Vaticaan. Dit heeft als enige staat in Europa volledig diplomatieke relaties met Taiwan. Een aantal bisschoppen van de Patriottische Vereniging zijn in de beginperiode ook door Rome geëxcommuniceerd. De organisatie op zich is echter nooit door het Vaticaan als afvallig beschouwd. Sinds ongeveer 2000 worden bisschoppen van de Vereniging ook uitgenodigd voor kerkvergaderingen in Rome. Bisschoppen in China worden  benoemd door de Patriottische Vereniging, maar in de praktijk vindt er tegenwoordig vaak een consultatie plaats met Rome plaats.
Er blijven echter ook spanningen in de huidige situatie. In 2000 werd het Vaticaan sterk bekritiseerd vanwege de Heiligverklaring van 120 buitenlandse en Chinese martelaren van de Bokseropstand van 1900. Hierbij werd gesteld dat veel van de buitenlandse martelaren als handlangers van westers imperialisme  misdaden begaan zouden hebben ten opzichte van de Chinese bevolking.
In een brief aan de Chinese katholieke gemeenschap van mei 2007 veroordeelde paus Benedictus XVI personen, die zelf niet gewijd zijn en soms zelfs niet gedoopt en die beslissingen nemen over belangrijke kerkelijke kwesties waaronder de benoeming van bisschoppen namens organen van de staat.   In 2010 en 2011 werden er twee  bisschoppen benoemd tegen de wens van de  Heilige Stoel. In 2014 werd Thaddeus Ma Daqin met instemming van het Vaticaan tot bisschop van Shanghai gewijd. Onmiddellijk na zijn wijding hield hij een toespraak tot de gelovigen in de Sint-Ignatiuskathedraal  waarin hij zijn ontslag nam als lid van de Patriottische Vereniging en weigerde een miskelk te delen met een geëxcommuniceerde bisschop. Ma Daqin werd onder huisarrest geplaatst.

### Chinees-orthodoxe kerk
Vanaf 1712 tot 1956 was een Russisch-orthodoxe missie in China aanwezig.  Het werkgebied van de missie was tot 1860 beperkt tot Peking. De belangrijkste taak van de missie betrof de pastorale zorg voor Albaziners, nakomelingen van groepen Russen die zich vanaf eind zeventiende eeuw in Peking hadden gevestigd. Pas vanaf 1860 was er sprake van enige missiearbeid onder Chinezen. In  1916 waren er  ongeveer  5000 Chinese gelovigen. Na de Oktoberrevolutie van 1917 arriveerden  er honderdduizenden Russen in China. Met steun van deze Russen werden nieuwe kerken gebouwd in onder meer Shanghai, Harbin en Tianjin. Feitelijk hield hierna de missie op met missie onder Chinezen te bedrijven. Vrijwel alle aandacht ging naar de nu aanwezige Russen.
Na de Tweede Wereldoorlog  verkreeg het patriarchaat van Moskou de jurisdictie over de Russische bisschoppen in China. In 1949 werd de jurisdictie over de kerken na de stichting van de Volksrepubliek China overgenomen door een Chinees-orthodoxe kerk die in 1956 door het patriarchaat van Moskou autonoom werd verklaard. In de jaren daarna werden meerdere orthodoxe kerken afgebroken, gesloten en gebruikt voor andere doeleinden. In 1966 verliet de laatste Russische priester China. Tijdens de Culturele Revolutie werden een  aantal kerken en begraafplaatsen van de orthodoxe gemeenschap vernield. Na deze periode werd de kerk in Harbin in 1986 als enige in het land weer heropend.
De Russische  missie had veel minder dan de rooms-katholieke missie en de protestantse zending aandacht gehad voor opleiding van Chinese geestelijken. Voor zover bekend overleed de laatste Chinese orthodoxe priester in 2003 en waren er aan het begin van het tweede decennium van de eenentwintigste eeuw geen actieve priesters of een bisschop aanwezig. Het patriarchaat van Moskou heeft in 2010 een school geopend om Chinese priesters op te leiden. In 2012 studeerden daar omstreeks 10 Chinese studenten.
Een raming uit Chinese bronnen van het aantal orthodoxe gelovigen in 2010 komt uit op een aantal van ongeveer 3000 in vooral Heilongjiang in het uiterste noordoosten van China onder een deel van de Evenken en de Russische minderheid in het land. In Peking zouden er nog enkele honderden orthodoxe gelovigen als nakomelingen van  de Albaziners zijn. Deze gemeenschappen hebben geen geestelijke tot hun beschikking.

## Thuiskerken
Binnen die complexiteit is de belangrijkste ontwikkeling na 1980  die van de enorme groei van de huisgemeenten of thuiskerken. 
Dit zijn zowel katholieke als protestantse gemeenschappen die weigeren zich aan te sluiten bij de door de staat erkende en gecontroleerde  formele structuren. Er is een grote variatie in de aard, hoedanigheid en wijze van manifestatie van die kerken. Deze kerken begonnen hun bestaan met bijeenkomsten in huizen van particulieren en een groot aantal doen dat nog steeds. Afhankelijk van de mogelijkheden op regionaal niveau kunnen echter ook bijeenkomsten gehouden worden in grotere ruimten, zoals sporthallen en  openluchtbijeenkomsten.
Waarnemers hebben ook vaak opgemerkt, dat gelovigen geen strikt onderscheid maken tussen het bezoeken van diensten van de erkende kerken en die van de thuiskerken. Gelovigen bezoeken diensten van beide en de keus kan afhankelijk zijn lokale omstandigheden als de mate waarin een priester of predikant wordt gewaardeerd. Priesters en predikanten van huiskerken kunnen actief zijn in de door de staat erkende structuren. Afhankelijk van omstandigheden kan er op lokaal niveau wel of niet sprake zijn van vormen van samenwerking tussen erkende en niet erkende kerken.

## Aantallen
Er zijn geen echt betrouwbare cijfers over het aantal christenen in China. Er is geen landelijk onderzoek met betrouwbare technieken uitgevoerd. Het aantal is ook onderwerp van veel debat. Een deel van de christenen in China is terughoudend in het erkennen van hun geloof buiten de geloofsgemeenschap. Er is aanzienlijke overlap van gelovigen tussen de door de staat gecontroleerde kerkorganen en de huiskerken. In China zelf bestaat de neiging om genoemde aantallen vanwege politieke redenen relatief laag te houden. Aan de andere kant van het spectrum zijn er ramingen van met name Amerikaanse evangelicale groeperingen die volstrekt ongeloofwaardige aantallen van ver boven de 100.000.000 noemen.
In 1950 waren er omstreeks 900.000 protestanten en 3.000.000 katholieken in China. De meeste studies van onafhankelijke instituten komen uit op aantallen tussen de 25.000.000 en 40.000.000 protestanten aan het begin van het tweede decennium van de eenentwintigste eeuw. Die studies geven een aantal van tussen de 7.000.000 en 12.000.000 katholieken. Die studies spreken ook de verwachting uit, dat de zeer opmerkelijke groei van de protestantse beweging zich in de komende jaren zal voorzetten.
Protestanten zijn vooral aanwezig in de zuidelijke kustprovincies en daarnaast in Henan, Anhui en Yunnan. De concentraties van katholieken zijn vooral in Hebei, Sichuan en Shaanxi.